# Lallord
Lallord eller barnkammarord (engelska nursery word eller teknolalic word, tyska Lallwort) är ord som uppkommit ur spädbarns joller. Några exempel är svenskans dadda (barnsköterska), mamma, pappa, latinets mamma (bröst) och franskans caca (bajs). Ofta ingår nasaler i beteckningar för kvinnor och klusiler i beteckningar för män.

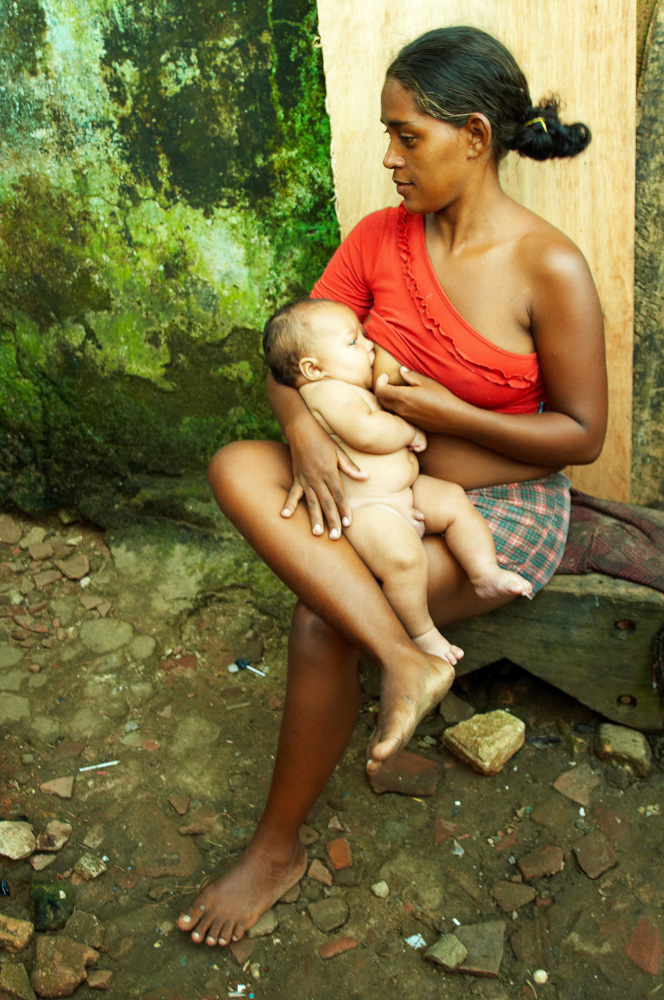
Många lallord har sitt ursprung i spädbarns fonation vid amning.

Lallord undviks i härledningar av släktskap mellan språk, eftersom de uppvisar en hög grad av mellanspråklig likhet som inte kan hänföras till ett gemensamt ursprung.

## Uppkomst
Vid amning beledsagas ofta barns diande av ett svagt nasalt mummel – den enda typ av fonation som är möjlig när munnen är full och läpparna är pressade mot bröstet. De upprepar sedan denna fonation i ett senare utvecklingsstadium av förväntan vid blotta åsynen av mat, och så småningom som ett uttryck för en önskan att äta och mer generellt för att uttrycka missnöje över frånvaron av mat eller av föräldern som ger di.
Under en övergångsperiod refererar ofta pappa till den närvarande föräldern (fadern eller modern), medan mamma signalerar en önskan om uppfyllelse av behov. Slutligen etableras sambanden nasal konsonant – moder och oral konsonant – fader.

## Fallgrop i den komparativa metoden
Den komparativa metoden används i historisk lingvistik för att rekonstruera urspråk och härleda släktskap. I tillämpningen av metoden jämförs ord med liknande innebörd i olika språk, och hypoteser uppställs om vilka ljud i urspråket som kunnat ge upphov till de jämförda orden.
Lallord liksom onomatopoetiska ord och fonestetiska ord utgör fallgropar för den komparativa metoden. Eftersom lallord "återfinns över hela jorden i betydelser såsom 'moder', 'fader', 'bröst', 'mjölk'" kan de inte användas för att pröva de komparativa hypoteserna. Det är svårt att utesluta att orden inte bildats självständigt i de jämförda språken och därför saknar gemensamt ursprung.

### Fotnoter
1. ↑  Dahl 2007, s. 60.
2. ↑  Trask 2000, s. 234. Den engelska beteckningen teknolalic word är ovanlig. Ordet saknas i Oxford English Dictionary.
3. ↑  Svenska Akademiens ordbok: LALLA (tryckår 1939)
4. ↑  Svenska Akademiens ordbok: DADDA (tryckår 1905)
5. 1 2  Svenska Akademiens ordbok: MAMMA (Tryckår 1942)
6. ↑  Svenska Akademiens ordbok: PAPPA (tryckår 1952)
7. ↑  Fula ordboken: Kack, kacka
8. 1 2  Campbel 2003, s. 273.
9. ↑  Jakobson 1960, s. 130.
10. ↑  Campbel 2003, s. 274.
11. ↑  Jfr Trask 2007, s. 259-60.
12. ↑  Trask 2007, s. 276.

### Webbkällor
- ”Norstedts ord”. Norstedts Akademiska Förlag. Arkiverad från originalet den 23 juli 2016. https://web.archive.org/web/20160723022354/http://norstedtsord.se/. Läst 22 februari 2009.
- Nätupplagan av Svenska Akademiens ordbok